# Oberhermsdorf
Oberhermsdorf ist ein Ortsteil der sächsischen Stadt Wilsdruff im Landkreis Sächsische Schweiz-Osterzgebirge.

## Geographie

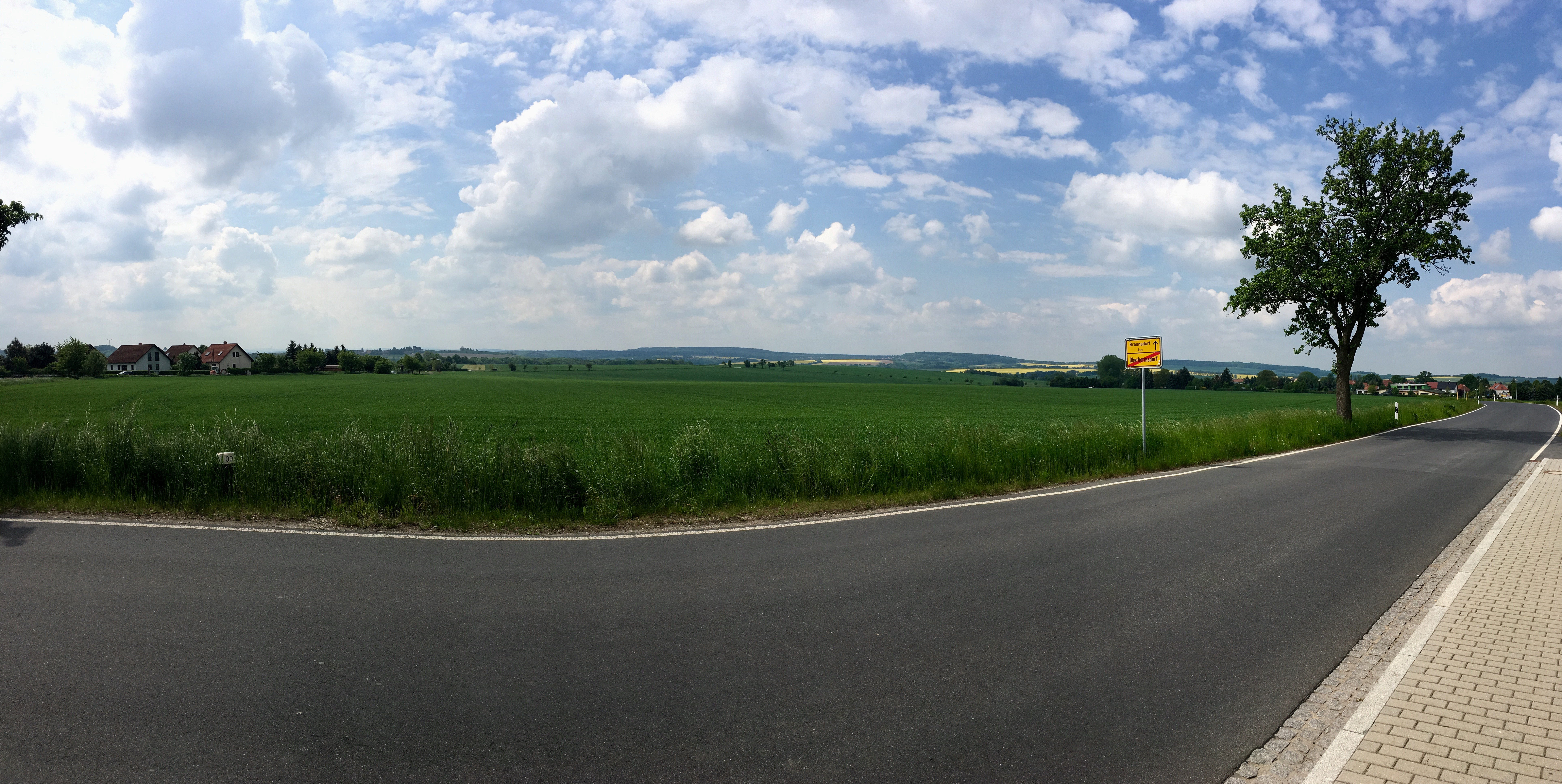
Blick Richtung Braunsdorf

Oberhermsdorf liegt im Südosten des Wilsdruffer Stadtgebietes. Der Ort grenzt im Uhrzeigersinn an die Gemarkungen Kesselsdorf, Niederhermsdorf, Kleinopitz und Braunsdorf. Niederhermsdorf gehört zum Freitaler Stadtteil Wurgwitz, die anderen umliegenden Orte sind Teil Wilsdruffs. Im Ort kreuzen sich die Kreisstraßen K9080 von Kleinopitz nach Kesselsdorf und K9075 von Niederhermsdorf nach Braunsdorf. Der Oberhermsdorfer Bach entspringt hier und fließt dann entlang der Braunsdorfer Straße nach Niederhermsdorf.

## Geschichte

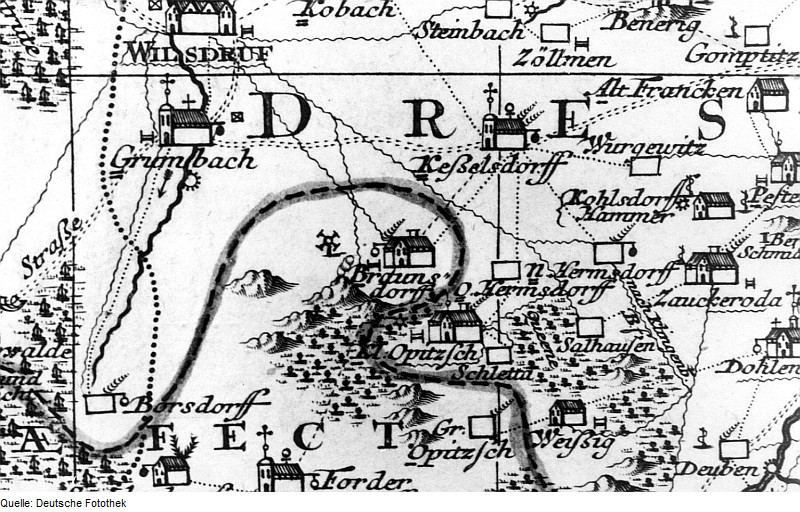
Oberhermsdorf auf einer Karte des 18. Jahrhunderts

1140 soll Oberhermsdorf als Hermanni villa erstmals in einer Urkunde des Papstes Innozenz II. erwähnt worden sein, was jedoch umstritten ist. Andererseits wird 1190 als Gründer und Namensgeber der 1206 erstmals genannte Herrmannus de Worganewiz im Auftrag des Meißner Bischofs Bruno II. von Porstendorf genannt. 1315 als Hermansdorf bekannt, wurde Oberhermsdorf 1445 und 1447 als Hermerstorf bezeichnet. Im Jahr 1547 wurde der Ort Oberhermsdorff genannt. Das Dorf wurde als ein Platzdorf angelegt.
Im 19. Jahrhundert wurde in der Oberhermsdorfer Umgebung Steinkohle abgebaut.

### Eingemeindungen
Oberhermsdorf wurde am 1. Januar 1973 mit den Gemeinden Braunsdorf und Kleinopitz zur Gemeinde Braunsdorf zusammengelegt. Am 1. März 1994 wurde die Gemeinde Braunsdorf mit Oberhermsdorf nach Kesselsdorf eingemeindet. Kesselsdorf wiederum wurde am 1. August 2001 mit Wilsdruff vereinigt, wobei Oberhermsdorf, Braunsdorf und Kleinopitz wieder von Kesselsdorf losgelöst wurden und als eigenständige Ortsteile zu Wilsdruff hinzugefügt wurden.

### Entwicklung der Einwohnerzahl
| Bevölkerung als eigenständige Gemeinde    | Bevölkerung als eigenständige Gemeinde | Bevölkerung als eigenständige Gemeinde | Bevölkerung als eigenständige Gemeinde | Bevölkerung als eigenständige Gemeinde | Bevölkerung als eigenständige Gemeinde |
| Jahr                                      | Einwohner                              | Jahr                                   | Einwohner                              | Jahr                                   | Einwohner                              |
| ----------------------------------------- | -------------------------------------- | -------------------------------------- | -------------------------------------- | -------------------------------------- | -------------------------------------- |
| 1834                                      | 171                                    | 1871                                   | 380                                    | 1890                                   | 604                                    |
| 1910                                      | 819                                    | 1925                                   | 733                                    | 1939                                   | 762                                    |
| 1946                                      | 884                                    | 1950                                   | 923                                    | 1964                                   | 741                                    |
| 1970                                      | 920                                    |                                        |                                        |                                        |                                        |
| Bevölkerung mit Braunsdorf und Kleinopitz |                                        |                                        |                                        |                                        |                                        |
| 1990                                      | 1501                                   |                                        |                                        |                                        |                                        |
| Bevölkerung als Ortsteil Kesselsdorfs     |                                        |                                        |                                        |                                        |                                        |
| 1998                                      | 549                                    |                                        |                                        |                                        |                                        |
| Bevölkerung als Ortsteil Wilsdruffs       |                                        |                                        |                                        |                                        |                                        |
| 2019                                      | 570                                    |                                        |                                        |                                        |                                        |

## Kultur

### Kirche
Oberhermsdorf selber besitzt keine eigene Kirche, das nächstgelegene Gotteshaus ist die evangelische St. Katharinenkirche in Kesselsdorf.

### Bildung
In Oberhermsdorf befindet sich seit 1858 eine eigene Schule, die 1878 neu gebaut wurde und in der Gegenwart als staatliche Grundschule für die Schüler der Wilsdruffer Ortsteile Kesselsdorf, Braunsdorf, Kleinopitz und Oberhermsdorf genutzt wird. Ebenso befindet sich der Hort Oberhermsdorf im Gebäude der Grundschule. Eine evangelische Grundschule wird in Grumbach betrieben. Danach besteht für Schüler die Möglichkeit, ein reguläres Gymnasium oder eine Oberschule in Wilsdruff, ein reguläres Gymnasium in Freital oder ein evangelisches Gymnasium in Tharandt zu besuchen.